# Argentyna na Mistrzostwach Świata w Lekkoatletyce 2017
Argentyna na Mistrzostwach Świata w Lekkoatletyce 2017 – reprezentacja Argentyny podczas mistrzostw świata w Londynie liczyła 10 zawodników, którzy nie zdobyli żadnego medalu.

## Skład reprezentacji
Mężczyźni
| Zawodnik             | Konkurencja                | Eliminacje | Eliminacje | Półfinał | Półfinał | Finał    | Finał   |
| Zawodnik             | Konkurencja                | Rezultat   | Pozycja    | Rezultat | Pozycja  | Rezultat | Pozycja |
| -------------------- | -------------------------- | ---------- | ---------- | -------- | -------- | -------- | ------- |
| Leandro París        | bieg na 800 metrów         | 1:47,09    | 25.        | NQ       | NQ       | NQ       | NQ      |
| Federico Bruno       | bieg na 1500 metrów        | 3:43,16    | 19.        | NQ       | NQ       | NQ       | NQ      |
| Mariano Mastromarino | maraton                    | —          | —          | —        | —        | DNF      | DNF     |
| Guillermo Ruggeri    | bieg na 400 m przez płotki | 49,69      | 15. Q      | DQ       | DQ       | NQ       | NQ      |
| Juan Manuel Cano     | chód na 20 km              | —          | —          | —        | —        | 1:24:49  | 46.     |

| Zawodnik            | Konkurencja    | Kwalifikacje | Kwalifikacje | Finał | Finał   |
| Zawodnik            | Konkurencja    | Wynik        | Pozycja      | Wynik | Pozycja |
| ------------------- | -------------- | ------------ | ------------ | ----- | ------- |
| Germán Chiaraviglio | skok o tyczce  | 5,45         | 20.          | NQ    | NQ      |
| Braian Toledo       | rzut oszczepem | 75,29        | 28.          | NQ    | NQ      |

Kobiety
| Zawodniczka   | Konkurencja                   | Eliminacje | Eliminacje | Finał    | Finał   |
| Zawodniczka   | Konkurencja                   | Rezultat   | Pozycja    | Rezultat | Pozycja |
| ------------- | ----------------------------- | ---------- | ---------- | -------- | ------- |
| Rosa Godoy    | maraton                       | —          | —          | 2:49:30  | 62.     |
| Belén Casetta | bieg na 3000 m z przeszkodami | 9:35,78    | 12. q      | 9:25,99  | 11.     |

| Zawodniczka       | Konkurencja | Kwalifikacje | Kwalifikacje | Finał | Finał   |
| Zawodniczka       | Konkurencja | Wynik        | Pozycja      | Wynik | Pozycja |
| ----------------- | ----------- | ------------ | ------------ | ----- | ------- |
| Jennifer Dahlgren | rzut młotem | NM           | –            | NQ    | NQ      |